# Dennendwergspanner
De dennendwergspanner (Eupithecia indigata) is een nachtvlinder uit de familie Geometridae, de spanners. De voorvleugellengte bedraagt tussen de 8 en 10 millimeter. Hij overwintert als pop.

## Waardplanten
De dennendwergspanner heeft als waardplanten allerlei naaldbomen: den, spar en Europese lork.

## Voorkomen in Nederland en België
De dennendwergspanner is in Nederland en België een zeldzame soort, die verspreid over het hele gebied waar naaldbomen voorkomen kan worden gezien. In Midden-België is de soort wat algemener. De vlinder kent één generatie die vliegt van begin april tot en met juli. Soms is er laat in augustus een kleine (partiële) tweede generatie.